# Radio- och TV-verket
Radio- och TV-verket (RTVV) var en svensk statlig förvaltningsmyndighet, som sorterade under Kulturdepartementet.

## Historik
Myndigheten bildades den 1 juli 1994 när Styrelsen för lokalradiotillstånd, Närradionämnden, Kabelnämnden och Radionämnden ombildades till två nya myndigheter: RTVV och Granskningsnämnden för radio och TV (GRN).
Regeringen föreslog den 18 mars 2010 i propositionen En ny radio- och tv-lag (prop. 2009/10:115) att RTVV och Granskningsnämnden för radio och TV avvecklas. Regeringen gjorde bedömningen att myndigheternas verksamheter, skulle tas över av den nyinrättade Myndigheten för radio och tv.

## Uppgifter
RTVV hade till uppgift att utöva tillsyn och besluta om tillstånd, avgifter och registrering i frågor som rör ljudradio- och TV-sändningar riktade till allmänheten i de fall uppgifterna inte ligger på regeringen eller någon annan särskilt angiven myndighet. Myndigheten följde utvecklingen inom medieområdet.
RTVV hade också till uppgift att utöva tillsyn och besluta i frågor om sådana utgivningsbevis som innebar att en webbplats omfattas av yttrandefrihetsgrundlagens bestämmelser.
Verket gav tillstånd för sändning av marksänd digital-tv, närradio, privat lokalradio och tillfällig sändarverksamhet. RTVV ägnade sig också att registrera olika sändningsverksamheter samt att hantera lokalradions koncessionsavgifter.

## Organisation
Myndigheten hade 15 anställda (juli 2008) och lokaler i Johanneshov, Stockholm.

## Myndighetschefer
- 1994–2000: ? [uppföljning saknas]
- 2000–2009: Björn Rosén, generaldirektör[4][5]
- 2009–2010: Magnus Larsson, tillförordnad generaldirektör[5]